# Flirt (New York-Berlino-Tokyo)
Flirt (New York-Berlino-Tokyo) (Flirt) è un film del 1995 diretto da Hal Hartley.